# Cuphea koehneana
Cuphea koehneana är en fackelblomsväxtart som beskrevs av Joseph Nelson Rose. Cuphea koehneana ingår i släktet blossblommor, och familjen fackelblomsväxter. Inga underarter finns listade i Catalogue of Life.